# Campionat britànic de trial 2014
La temporada de 2014 del Campionat britànic de trial fou la 64a edició d'aquest campionat, organitzat per l'ACU. El calendari oficial constava de 7 proves puntuables, celebrades entre el 6 d'abril i el 21 de setembre.

## Classificació final
| Posició | Pilot          | Motocicleta | Punts |
| ------- | -------------- | ----------- | ----- |
| 1       | James Dabill   | Beta        | 137   |
| 2       | Michael Brown  | Gas Gas     | 122   |
| 3       | Alexz Wigg     | Gas Gas     | 93    |
| 4       | Jack Sheppard  | Beta        | 86    |
| 5       | Ross Danby     | JTG         | 82    |
| 6       | Sam Haslam     | Gas Gas     | 63    |
| 7       | Sam Connor     | Beta        | 48    |
| 8       | Andy Chilton   | Beta        | 36    |
| 9       | Iwan Roberts   | Beta        | 33    |
| 10      | Richard Sadler | Sherco      | 32    |